# Lungotevere Arnaldo da Brescia
Il lungotevere Arnaldo da Brescia è il tratto di lungotevere che collega via Ferdinando di Savoia al ponte Matteotti, a Roma, nel rione Campo Marzio e nel quartiere Flaminio.

## Storia
Il lungotevere è dedicato ad Arnaldo da Brescia, il frate scomunicato impiccato per eresia nel 1155. Sul lungotevere, nel 1974, è stato eretto un monumento di bronzo in memoria dell'assassinio di Giacomo Matteotti, deputato socialista rapito dai fascisti nel 1924 proprio in questo luogo. L'opera è stata realizzata da Iorio Vivarelli.
Sul lungotevere si trovava anche un altro monumento, dedicato al patriota Angelo Brunetti (Ciceruacchio), spostato altrove nel 1959 in occasione della costruzione dei sottopassaggi veicolari tra la passeggiata di Ripetta e il lungotevere in Augusta.
Presso il lungotevere Arnaldo di Brescia è stato costruito uno scalo, dedicato a Francesco de Pinedo, sul modello del porto di Ripetta, distrutto alla fine del XIX secolo. Allo scalo si accede, tramite una serie di rampe e gradinate, dal lungotevere. In questo tratto di fiume l'aviatore napoletano aveva ammarato il 7 novembre 1925 con l'idrovolante Gennariello, al termine di un volo trascontinentale.